# Dominique Venner
Dominique Venner ([uttal: [vɛnɛʁ]), född 16 april 1935 i Paris, död 21 maj 2013, var en fransk historiker, journalist och essäist. Venner var medlem i Organisation de l'Armée Secrète och blev senare en europeisk nationalist innan han drog sig tillbaka från politiken för att fokusera på en karriär som historiker. Han var specialiserad på militärhistoria och politisk historia. Vid sin död var han redaktör vid historietidskriften La Nouvelle Revue d'Histoire som ges ut varannan månad. Den 21 maj 2013 begick han självmord inne i katedralen Notre-Dame de Paris.